# 世界文化多样性促进对话和发展日
每年5月21日是世界文化多样性促进对话和发展日（英語：World Day for Cultural Diversity for Dialogue and Development），它是联合国教科文组织在2001年决议通过的，同时还通过了《世界文化多样性宣言》。世界文化多样性促进对话和发展日致力于加深人们对于文化多样性价值的理解，表达所有文化具有同等的尊严和权利。